# 坎弗兰克
坎弗兰克（西班牙語：Canfranc，西班牙語發音：[kaɱˈfɾaŋk]）是西班牙阿拉贡自治区韦斯卡省的一个市镇。总面积72平方公里，总人口532人（2001年），人口密度7人/平方公里。